# Dianthera latifolia
Dianthera latifolia là một loài thực vật có hoa trong họ Ô rô. Loài này được (Nees) Benth. & Hook. f. mô tả khoa học đầu tiên năm 1876.